# Ричард Атенборо
Ричард Атенборо (енгл. Richard Attenborough; Кембриџ, 29. август 1923 — Лондон, 24. август 2014) био је енглески глумац, режисер и продуцент.